# Weiden Challenger 2002
Il Weiden Challenger 2002 è stato un torneo di tennis facente parte della categoria ATP Challenger Series nell'ambito dell'ATP Challenger Series 2002. Il torneo si è giocato a Weiden in Germania dal 10 al 16 giugno 2002 su campi in terra rossa.

## Vincitori

### Singolare
Luis Horna ha battuto in finale  Željko Krajan con il punteggio di 6–0, 6–4

### Doppio
Jens Knippschild /  Dušan Vemić hanno battuto in finale  Sergio Roitman /  Andrés Schneiter con il punteggio di 7–6(5), 6–2